# Sicyoptera cuspidata
Sicyoptera cuspidata är en insektsart som beskrevs av Bo Tjeder 1967. Sicyoptera cuspidata ingår i släktet Sicyoptera och familjen Nemopteridae. Inga underarter finns listade i Catalogue of Life.